# Theodōra Drakou
Theodōra Drakou, detta Nora (in greco Θεοδώρα "Νόρα" Δράκου?; Patrasso, 6 febbraio 1992), è una nuotatrice greca.

## Biografia
Vanta in carriera la conquista di due argenti europei e di dieci medaglie ai Giochi del Mediterraneo. Ha preso parte a due edizioni consecutive dei Giochi olimpici estivi.

## Record nazionali

### Vasca lunga
- 50 metri dorso:  28"00 ( Londra, 21 maggio 2016)
- 100 metri dorso: 1'00"88 ( Budapest, 24 luglio 2017)

### Vasca corta
- 50 metri stile libero: 24.69 ( Dubai, 18 dicembre 2010)
- 50 metri dorso: 27.71 ( Netanya, 5 dicembre 2015)
- 100 metri dorso: 1:00.28 ( Dubai, 15 dicembre 2010)

## Palmarès
| Anno | Manifestazione          | Sede      | Evento       | Risultato | Prestazione | Note |
| ---- | ----------------------- | --------- | ------------ | --------- | ----------- | ---- |
| 2008 | Europei giovanili       | Belgrado  | 4x100m misti | Argento   | 4'12"40     |      |
| 2009 | Giochi del Mediterraneo | Pescara   | 100m sl      | Argento   | 55"65       |      |
| 2009 | Giochi del Mediterraneo | Pescara   | 4x100m misti | Bronzo    | 4'06"38     |      |
| 2009 | Giochi del Mediterraneo | Pescara   | 4x200m sl    | 5ª        | 8'28"71     |      |
| 2013 | Giochi del Mediterraneo | Mersin    | 100m sl      | Oro       | 55"63       |      |
| 2013 | Giochi del Mediterraneo | Mersin    | 50m dorso    | Argento   | 28"66       |      |
| 2013 | Giochi del Mediterraneo | Mersin    | 100m dorso   | Argento   | 1'01"75     |      |
| 2013 | Giochi del Mediterraneo | Mersin    | 4x100m sl    | Argento   | 3'46"44     |      |
| 2013 | Giochi del Mediterraneo | Mersin    | 4x100m misti | Bronzo    | 4'08"95     |      |
| 2018 | Giochi del Mediterraneo | Tarragona | 50m dorso    | Bronzo    | 28"61       |      |
| 2018 | Giochi del Mediterraneo | Tarragona | 50m sl       | Bronzo    | 25"31       |      |
| 2018 | Giochi del Mediterraneo | Tarragona | 4x100m misti | Bronzo    | 4'08"22     |      |
| 2024 | Europei                 | Belgrado  | 50m sl       | Argento   | 24"59       |      |
| 2024 | Europei                 | Belgrado  | 50m dorso    | Argento   | 27"87       |      |

## International Swimming League
| Stagione 2020   |
| --------------- |
| Aqua Centurions |